# トビーマック
トビーマック（TobyMac、本名: ケヴィン・マイケル・マッキーハン、1964年10月22日 - ）は、アメリカ合衆国のクリスチャン・ラッパーである。

## 人物

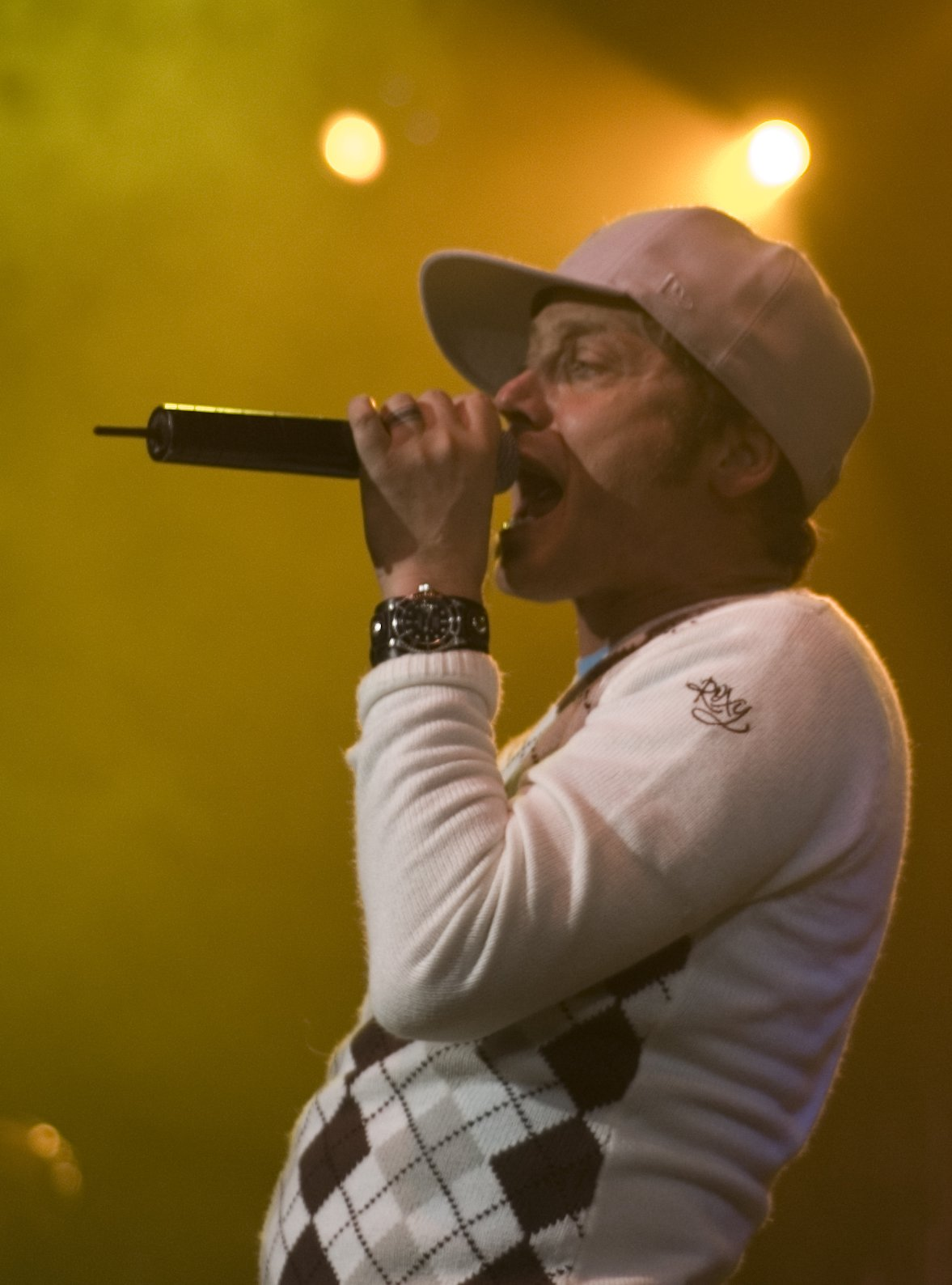
ライブでのTobyMac（2005年）

アメリカを代表するクリスチャン・ラッパー。非常に敬虔なクリスチャンであり、彼の発するメッセージの多くは、聖書の教訓に基づいている。これまでにゴールド・ディスクを3枚獲得しており、活動開始から20年以上経った今も、全米での人気はとても高い。
また、これまでに7度のグラミー賞ノミネートを経験しており、2009年にはベスト・ロック・オア・ラップ・ゴスペル・アルバム賞を受賞している。

## ディスコグラフィ

### アルバム
| 2001                                      | Momentum                  | - 発売日: 2001年11月6日 - レーベル: ForeFront - フォーマット: CD, cassette, digital download            | 110 | —  | —  | - US: ゴールド |
| 2004                                      | Welcome to Diverse City   | - 発売日: 2004年10月5日 - レーベル: ForeFront - フォーマット: CD, digital download                      | 54  | —  | —  | - US: ゴールド |
| 2007                                      | Portable Sounds           | - 発売日: 2007年2月20日 - レーベル: ForeFront - フォーマット: CD, digital download - 全米売上: 5.1万枚  | 10  | —  | —  | - US: ゴールド |
| 2010                                      | Tonight                   | - 発売日: 2010年2月9日 - レーベル: ForeFront - フォーマット: CD, digital download - 全米売上: 31.5万枚  | 6   | —  | —  | - US: ゴールド |
| 2011                                      | Christmas in Diverse City | - 発売日: 2011年10月4日 - レーベル: ForeFront - フォーマット: CD, digital download                      | 84  | —  | —  |                |
| 2012                                      | Eye on It                 | - 発売日: 2012年8月28日 - レーベル: ForeFront - フォーマット: CD, digital download - 全米売上: 26.6万枚 | 1   | 15 | 84 |                |
| 2015                                      | This Is Not a Test        | - 発売日: 2015年8月7日 - レーベル: ForeFront - フォーマット: CD, digital download - 全米売上: 14.2万枚  | 4   | 12 | —  |                |
| 2018                                      | The Elements              | - 発売日: 2018年10月12日 - レーベル: ForeFront - フォーマット: CD, digital download                     | 18  | 1  | —  |                |
| "—"は未発売またはチャート圏外を意味する。 |                           | |     |    |    |                |

### リミックス・アルバム
- Re:Mix Momentum (2002年)
- Renovating Diverse City (2005年) ※全米162位

### ライブ・アルバム
- Alive and Transported (2008年)